# Wanbao Shuiku
Wanbao Shuiku (kinesiska: 万宝水库) är en reservoar i Kina. Den ligger i provinsen Sichuan, i den sydvästra delen av landet, omkring 520 kilometer sydväst om provinshuvudstaden Chengdu. Wanbao Shuiku ligger 1 795 meter över havet. Arean är 0,48 kvadratkilometer. Trakten runt Wanbao Shuiku består i huvudsak av gräsmarker. Den sträcker sig 1,4 kilometer i nord-sydlig riktning, och 1,1 kilometer i öst-västlig riktning.
Genomsnittlig årsnederbörd är 1 003 millimeter. Den regnigaste månaden är juli, med i genomsnitt 267 mm nederbörd, och den torraste är januari, med 4 mm nederbörd.